# Calgary-Mountain View
Circonscription électorale provinciale du Canada
Calgary-Mountain View est une circonscription électorale provinciale de l'Alberta, (Canada). La circonscription a été créée en 1971. Son député actuel est le chef des Libéraux, David Swann.

## Liste des députés
| Députés pour Calgary-Mountain View | Députés pour Calgary-Mountain View | Députés pour Calgary-Mountain View | Députés pour Calgary-Mountain View |
| Années                             | Années                             | Députés                            | Parti                              |
| ---------------------------------- | ---------------------------------- | ---------------------------------- | ---------------------------------- |
|                                    | 1971 - 1975                        | Albert Ludwig                      | Crédit social                      |
|                                    | 1975 - 1979                        | John Kushner                       | Progressiste-conservateur          |
|                                    | 1979 - 1982                        | Stan Kushner                       | Progressiste-conservateur          |
|                                    | 1982 - 1986                        | Bohdan Zip                         | Progressiste-conservateur          |
|                                    | 1986 - 1988                        | Bob Hawkesworth                    | Néo-démocrate                      |
|                                    | 1989 - 1993                        | Bob Hawkesworth                    | Néo-démocrate                      |
|                                    | 1993 - 1997                        | Mark Hlady                         | Progressiste-conservateur          |
|                                    | 1997 - 2001                        | Mark Hlady                         | Progressiste-conservateur          |
|                                    | 2001 - 2004                        | Mark Hlady                         | Progressiste-conservateur          |
|                                    | 2004 - 2008                        | David Swann                        | Libéral                            |
|                                    | 2008 - 2012                        | David Swann                        | Libéral                            |
|                                    | 2012 - 2015                        | David Swann                        | Libéral                            |
|                                    | 2015 - 2019                        | David Swann                        | Libéral                            |
|                                    | 2019 - 2023                        | Kathleen Ganley                    | Néo-démocrate                      |
|                                    | 2023 - en cours                    | Kathleen Ganley                    | Néo-démocrate                      |

## Résultats électoraux
| Élection générale albertaine de 2012 : Calgary-Mountain View | Élection générale albertaine de 2012 : Calgary-Mountain View | Élection générale albertaine de 2012 : Calgary-Mountain View | Élection générale albertaine de 2012 : Calgary-Mountain View | Élection générale albertaine de 2012 : Calgary-Mountain View | Élection générale albertaine de 2012 : Calgary-Mountain View |
| Candidat                                                     | Candidat                                                     | Parti                                                        | # de voix                                                    | % de voix                                                    | ∆ %                                                          |
| ------------------------------------------------------------ | ------------------------------------------------------------ | ------------------------------------------------------------ | ------------------------------------------------------------ | ------------------------------------------------------------ | ------------------------------------------------------------ |
|                                                              | David Swann                                                  | Libéral                                                      | 6 849                                                        | 41,09 %                                                      | –10,42 %                                                     |
|                                                              | Cecilia Low                                                  | Progressiste-conservateur                                    | 5 293                                                        | 30,38 %                                                      | –0,53 %                                                      |
|                                                              | Shane McAllister                                             | Parti Wildrose                                               | 3 942                                                        | 22,22 %                                                      | +15,74 %                                                     |
|                                                              | Christopher Mcmillan                                         | NPD                                                          | 863                                                          | 5,02 %                                                       | +0,21 %                                                      |
|                                                              | Inshan Mohammed                                              | Parti de l'Alberta                                           | 255                                                          | 1,28 %                                                       |                                                              |
| Total                                                        | Total                                                        | Total                                                        | 17 202                                                       | 100,00 %                                                     |                                                              |

| Élection générale albertaine de 2015 : Calgary-Mountain View | Élection générale albertaine de 2015 : Calgary-Mountain View | Élection générale albertaine de 2015 : Calgary-Mountain View | Élection générale albertaine de 2015 : Calgary-Mountain View | Élection générale albertaine de 2015 : Calgary-Mountain View | Élection générale albertaine de 2015 : Calgary-Mountain View |
| Candidat                                                     | Candidat                                                     | Parti                                                        | # de voix                                                    | % de voix                                                    | ∆ %                                                          |
| ------------------------------------------------------------ | ------------------------------------------------------------ | ------------------------------------------------------------ | ------------------------------------------------------------ | ------------------------------------------------------------ | ------------------------------------------------------------ |
|                                                              | David Swann                                                  | Libéral                                                      | 7 177                                                        | 36,58 %                                                      | –4,51 %                                                      |
|                                                              | Mark Chinkida                                                | NPD                                                          | 5 674                                                        | 28,94 %                                                      | +23,90 %                                                     |
|                                                              | Mark Hlady                                                   | Progressiste-conservateur                                    | 4 698                                                        | 23,94 %                                                      | –6,44 %                                                      |
|                                                              | Terry Wong                                                   | Parti Wildrose                                               | 2 073                                                        | 10,56 %                                                      | –11,66 %                                                     |
| Total                                                        | Total                                                        | Total                                                        | 19 622                                                       | 100,00 %                                                     |                                                              |